# Albreht III. Habsburški
Albreht III. Habsburški (imenovan tudi Albreht s čopom), vojvoda Avstrije iz rodbine Habsburžanov, * 9. september 1349 ali 1350, Dunaj, † 29. avgust, 1395, grad Laxenburg.
Tretji sin Albrehta II., bi moral po očetovi smrti 1358 prevzeti vladanje habsburškim posestim skupaj s svojimi brati. Vendar je začasno sam zavladal najstarejši sin Rudolf IV. Habsburški, ki je bil edini polnoleten. Ko je Rudolf 1365 umrl, sta skupaj zavladala preostala brata: Albreht III. in Leopold III. Ker je med njima prihajalo do nesoglasij, sta si leta 1373 z neuberško delitveno pogodbo razdelila družinske posesti. Albreht III. (začetnik albertinske veje) je dobil Avstrijo in Salzkammergut, Leopold III. Habsburški pa  je dobil Štajersko, Koroško, Kranjsko, Istro in Tirolsko. Po smrti Leopolda, ki je padel v Bitki pri Sempachu leta 1386, je zaradi mladoletnosti Leopoldovih otrok upravljanje bratovih posesti do svoje smrti spet prevzel Albreht.
Albreht se je zapletel v vrsto konfliktov, poskrbel pa je tudi za utrditev in razširitev habsburških posesti na jugu. Leta 1382 se mu je prostovoljno podvrgel Trst, ki se je želel tako obvarovati Benečanov. Po izumrtju majnhardinske linije Goriških grofov pa je dedoval še Slovensko marko in osrednjo Istro.
Umrl je na lovskem gradu Laxenburg, pokopan pa je v cerkvi sv. Štefana na Dunaju. Nasledil ga je sin Albreht IV. Habsburški.